# Selenops bifurcatus
Selenops bifurcatus là một loài nhện trong họ Selenopidae.
Loài này được tìm thấy ở zuidwest Guatemala tot noordwest Costa Rica.
Loài này thuộc chi Selenops. Selenops bifurcatus được Richard C. Banks miêu tả năm 1909.

## Hình ảnh

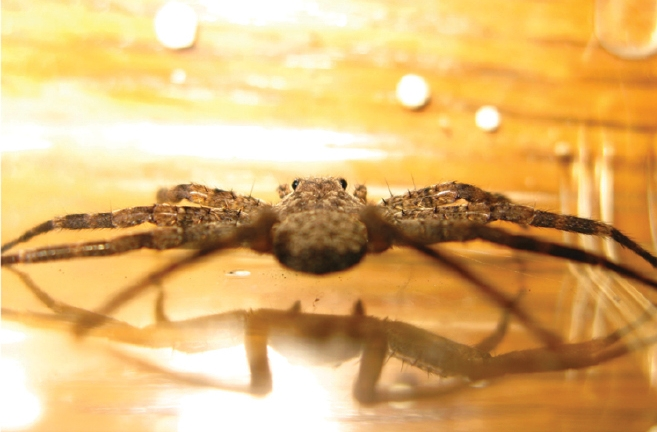